# Albert George Wilson
| (1620) Geographos   | 14 de setembre de 1951 |
| (1915) Quetzálcoatl | 9 de març de 1953      |
| (1980) Tezcatlipoca | 19 de juny de 1950     |
| (10000) Myriostos   | 30 de setembre de 1951 |
| (118162) 1951 SX    | 29 de setembre de 1951 |
|                     |                        |

Albert George Wilson (28 de juliol de 1918 – 27 d'agost de 2012) va ser un astrònom estatunidenc.
Va néixer a Houston, Texas. Va rebre el seu doctorat en matemàtiques a Caltech el 1947. El títol de la seva tesi va ser tensions tèrmiques axisimètriques en un sòlid semiinfinit.
El 1949, va acceptar una feina a l'Observatori Palomar. El 1953 va ser nomenat director adjunt de l'Observatori Lowell i va ser el seu director de 1954 a 1957. Posteriorment, va treballar a la Rand Corporation i va ocupar diversos càrrecs en el sector privat. El 1962 es va convertir en l'editor fundador de la revista d'astronomia Icarus.
Va descobrir diversos asteroides i també va descobrir el cometa periòdic 107P/Wilson-Harrington amb Robert G. Harrington.